# جسر يابسة

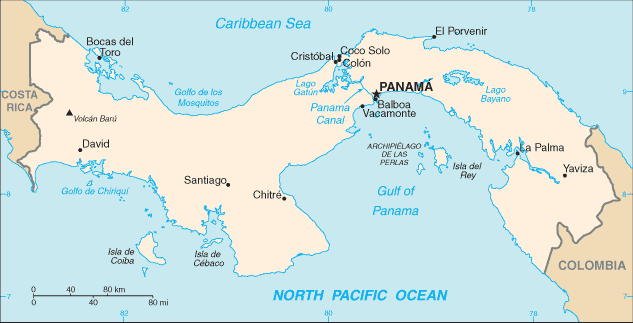
برزخ بنما هو جسر يابسة ظهر قبل 3 ملايين عام أتاح حدوث تبادل الأمريكيتين العظيم.

جسر اليابسة في الجغرافيا الحيوية هو عبارة عن قطعة من الأرض تربط بين جزيرتين أو قارتين لا ترتبطان بأي قطعة يابسة أخرى. إن هذه الجسور مفيدة لأنها تتيح تبادل الحيوانات والنباتات التي كانت في السابق معزولة في جزرها أو قاراتها، ففي بعض الأحيان تتطور هذه المخلوقات لملايين السنين بعيداً عن أي مخلوقات أخرى قبل أن يُفتح لها طريق عبر جسر اليابسة يَسمح لها بالهجرة والانتشار في أماكن جديدة. كثيراً ما يَكون ظهور جسور اليابسة أمراً عابراً، فهو في هذه الحالات يَتأثر بارتفاع وانخفاض مستوى البحر مما يَقوم بغمره أو كشفه مُجدداً من تحت المياه.
كان آخر تغير ملحوظ في مستوى البحر خلال العصر الجليدي الأخير قبل 20,0000 عام، حيث انخفض مستواه كثيراً حتى أصبح أقل بـ120 متراً مما هو عليه اليوم، ثم قبل 10,000 عاد ليَرتفع 100 متر حتى أصبح تحت مستواه الحاليّ بـ20 متر. وقد تسبب هذا الانخفاض بظهور أكثر جسر يابسة معروف في التاريخ، وهو جسر بيرنجيا الذي ربط بين سيبيريا وقارة أمريكا الشمالية، ثم غمره ارتفاع مستوى البحر مُجدداً قبل 15 ألف عام تقريباً. ومن الأمثلة الحديثة على جسور اليابسة جسر سيناء الذي يَربط بين شمال شرق أفريقيا وجنوب غرب آسيا.

## أمثلة بارزة
- جسر يابسة بيرنغ: ربط بين قارتي آسيا وأمريكا الشمالية متيحاً بذلك هجرة البشر إلى الأمريكيتين.[3]
- برزخ بنما: ظهر قبل 3 ملايين عام وأتاح حدوث تبادل الأمريكيتين العظيم.
- أرض دوغر: أرض كانت تقع في السابق في جنوب بحر الشمال ربطت بين جزيرتي بريطانيا العظمى وبر أوروبا خلال العصر الجليدي الأخير.
- شبه جزيرة سيناء: جسر يابسة لا زال موجوداً حتى اليوم يَربط بين قارتيّ آسيا وأفريقيا.[2]

## تاريخ نظرية جسور اليابسة
لاحظ عدد من العلماء خلال القرن التاسع عشر تشابهات جيولوجية وحيوانية بين مناطق على الأرض تفصل بينها مسافات شاسعة. ولحل هذه المشاكل فـ«كلما كان الجيولوجيون أو الإحاثيون يَفشلون في تفسير سبب وُجود تشابهات واضحة في الحياة استمدت من سجل الأحافير بين مناطق تفصلها محيطات شاسعة، شحذوا أقلامهم ونثروا جسور اليابسة بين القارات المناسبة». وأول من طرح مفهوم الجسر الأرضي كان جيولز ماركو.
ومن ضمن جسور اليابسة الافتراضية هذه (والتي رُفضت لاحقاً بعد تطور نظرية الانجراف القاري والصفائح التكتونية في أواسط القرن العشرين):
- ليموريا: في المحيط الهندي.
- أرتشيبورييس: في شمال المحيط الأطلسي.
- أرتشاتلانتس: من غرب الهند الشرقية إلى شمال أفريقيا.
- أرتشيلينس: من البرازيل إلى جنوب أفريقيا.
- أرتشيغالينس: من أمريكا الوسطى إلى شمال شرق آسيا عبر هاواي.
- أرتشينوتس: من أمريكا الجنوبية إلى أنتاركتيكا.